# گروه ژره
گروه ژره (انگلیسی: Jereh Group) شرکت خدمات نفتی چینی است، که در زمینه طراحی و ساخت تجهیزات و تأسیسات مورد نیاز صنایع نفت و گاز فعالیت می‌نماید.
شرکت ژره در سال ١٩٩٩ راه‌اندازی شد. دفتر مرکزی این شرکت در شهر یانتای قرار دارد و سهام آن در بازار بورس شنژن معامله می‌شود.